# La Guerre des boutons (film, 1962)
Pour les articles homonymes, voir La Guerre des boutons.
Série La Guerre des boutons
La Guerre des gosses
(1937) La guerre des boutons, ça recommence
(1994)
Pour plus de détails, voir Fiche technique et Distribution.
La Guerre des boutons est un film comique français réalisé par Yves Robert, sorti en 1962.
Il s’agit de l’adaptation du roman éponyme La Guerre des boutons de l'écrivain franc-comtois Louis Pergaud publié en 1912, le film réunissant André Treton, Michel Isella, Martin Lartigue dans le rôle du Petit Gibus ainsi que Jean Richard et Michel Galabru.
À ce jour[Quand ?], c'est la deuxième des cinq adaptations cinématographiques du roman. Le film a obtenu le prix Jean-Vigo et la récompense du meilleur film français aux Victoires du cinéma français.

## Synopsis
Comme tous les ans, à chaque rentrée des classes, les enfants de Longeverne se querellent avec ceux de Velrans. Cette année sera différente puisque Lebrac (André Treton) et ses camarades envisagent d'arracher les boutons et les bretelles de leurs ennemis afin de les faire rosser par leurs parents. Eux-mêmes vont combattre entièrement nus et garder les boutons arrachés à leurs ennemis comme trésor de guerre, dans une cabane.
À la fin du film, le père de l'Aztec des Gués (Jacques Dufilho) retrouve son tracteur démoli après qu’il a servi à détruire la cabane. Il envoie son fils en pensionnat. Le père de Lebrac (Jean Richard) prend lui aussi une décision similaire à la suite de la fugue de son fils : les deux meneurs sont envoyés dans la même pension.

## Fiche technique
Sauf indication contraire, les informations mentionnées dans cette section peuvent être confirmées par la base de données cinématographiques IMDb,  présente dans la section « Liens externes ».
- Titre français : La Guerre des boutons
- Réalisation : Yves Robert
- Scénario : Yves Robert et François Boyer, d'après le roman éponyme de Louis Pergaud publié en 1912
- Musique : José Berghmans
- Décors : Pierre-Louis Thévenet
- Photographie : André Bac
- Son : Pierre-Louis Calvet
- Montage : Marie-Josèphe Yoyotte
- Production : Danièle Delorme, Yves Robert et Léon Carré
- Société de production[1] : Les Productions de la Guéville
- Société de distribution : Warner Bros (distributeur d'origine, 1962), Gaumont (distributeur, 2011), Malavida (distributeur, 2021[2])
- Budget : n/a
- Pays d’origine :  France
- Langue originale : français
- Format[3] : Noir et blanc - 16 mm / Super 8mm / 35 mm - 1,66:1 (VistaVision) - son Mono
- Genre : comédie
- Durée : 90 minutes
- Dates de sortie[4],[5] :
  - France : 18 avril 1962 (sortie nationale) ; 6 février 1980 (réédition), 12 octobre 2011 (réédition) ; 23 juin 2021 (réédition - version restaurée) 
  - Belgique : 26 juillet 1968
- Classification :
  - France : tous publics (conseillé à partir de 8 ans)[6],[7]
  - Belgique : tous publics (Alle Leeftijden)[8]

## Distribution
Les enfants
- André Treton : Lebrac, le chef des « Longevernes »
- Michel Isella : l’Aztec des Gués, le chef des « Velrans »
- Martin Lartigue : Petit Gibus, un gamin de Longeverne
- François Lartigue : Grand Gibus, un gamin de Longeverne et grand frère de Petit Gibus
- Marie-Catherine Michonska-Faburel : Marie Tintin, la protégée de Lebrac
- Jean-Paul Maîtrot (alias Jean-Paul Queret) : Bacaillé, le traître de la bande à Lebrac
- Daniel Janneau : la Crique, l'intellectuel de la bande à Lebrac
- Patrick Loiselet : le gamin de Longeverne qui prononce la réplique culte : « Tu fais honte aux pauvres, Lebrac. C'est pas républicain, ça. »
- Daniel Tuffier : le gamin de Longeverne qui cherche ses lunettes lors de la première bagarre avec les « Velrans »
- Christophe Bourseiller : Gaston, l'enfant qui teste l'insulte « Couilles molles » sur son père
- Jean-Denis Robert : le gamin de Longeverne qui transporte La Crique en vélo
- François Bazinsky : un gamin de Longeverne
- Gérard Aubry : un gamin de Longeverne
- Claude Bourseiller
- Jacky Delory

Les adultes
- Jacques Dufilho : le père de l’Aztec des Gués
- Yvette Étiévant : la mère de Lebrac
- Michel Galabru : le père de Bacaillé
- Michèle Méritz : la mère de l'Aztec des Gués
- Jean Richard : le père de Lebrac
- Pierre Tchernia : Bédouin, le garde-champêtre
- Pierre Trabaud : l’instituteur de Longeverne
- Claude Confortès : Nestor, le facteur
- Paul Crauchet : le père Touegueule
- Henri Labussière : le paysan sur son tracteur
- Yves Peneau : le surveillant général
- Robert Rollis : le père de « Migue la Lune »
- Louisette Rousseau : la mère de Bacaillé
- François Boyer : le curé à vélo
- Bernard Lambert : le bûcheron

## Production

### Développement
Même si le roman La Guerre des boutons, déjà porté à l'écran par Jacques Daroy et Eugène Deslaw sous le titre La Guerre des gosses le 27 octobre 1936, avait connu un certain succès, Yves Robert étant toujours amoureux de ce roman veut absolument le traiter avec la plus grande liberté possible envers l'auteur Louis Pergaud en aérant le texte et signe alors en 1961 l’adaptation. Avec François Boyer, le réalisateur actualise l’histoire, alors que, dans l'œuvre littéraire, elle se déroule à la fin du XIXe siècle.

« Je crois que toute adaptation littéraire doit se libérer le plus possible de la lettre. Le roman est d'ailleurs différent du film. Dans celui-ci, nous avons établi une construction dramatique absente dans le livre. »

— Yves Robert.
Le réalisateur présente son projet aux producteurs qui demeurent embarrassés devant son synopsis parce qu'il ne contient aucune vedette. Alors, avec sa femme Danièle Delorme qui sera productrice de ce film, il fonde en 1960 une maison de production, La Guéville, du nom d'une petite rivière, la Guéville, prenant sa source dans le parc du château de Rambouillet, à Saint-Hilarion où vit le couple.
Pour l'écriture du scénario, Yves Robert n'hésite pas à s'inspirer de son enfance à Pouancé et des rapports conflictuels que lui et ses camarades de l'école privée entretenaient alors avec les enfants de l'école communale,.

### Attribution des rôles
Pour trouver les jeunes comédiens amateurs, le réalisateur photographie alors près d'un millier d'enfants d'une douzaine d'années dans différentes colonies de vacances et en prend une centaine, particulièrement les Saint-Hilarionais et les Gazeranais. Parmi eux se trouvent les deux petits-enfants du célèbre photographe et peintre Jacques-Henri Lartigue, François et le petit Martin n'ayant que neuf ans à cette époque.

### Tournage
Tourné[Quoi ?] à la sablière de Saint-Arnoult-en-Yvelines, dans les carrières de Poyers (Orphin) et dans la campagne de Bailleau-Armenonville. Les scènes à Longeverne sont tournées à Armenonville-les-Gâtineaux (Eure-et-Loir) et celles de Velrans à Orphin (Yvelines). La scène finale est tournée au collège Adolphe-Chérioux de la rue Édouard Tremblay à Vitry-sur-Seine. La partie de pêche se déroule à l'étang de Guiperreux à Poigny-la-Forêt. Yves Robert profite également des abords de sa propriété le Moulin de la Gueville à Saint-Hilarion, aux Buttes Noires, pour filmer les scènes de sous-bois.

### Musique
Albums de José Berghmans
Les Copains
(1965)
La musique originale du film a été composée par José Berghmans en 1962 et enregistrée sous sa direction dans le studio Philips (paroles Francis Lemarque).
Il existe plusieurs disques de 33 tours et 45 tours dont Petit Gibus raconte : La Guerre des boutons.
| No | Titre                 | Parolier(s)      | Durée | Note                                                |
| -- | --------------------- | ---------------- | ----- | --------------------------------------------------- |
| 1  | La guerre des boutons | Francis Lemarque | 2:32  | « Marche »                                          |
| 2  | Promenade en forêt    |                  | 1:54  |                                                     |
| 3  | Les tout nus          |                  | 1:30  | Orchestre sous la direction de René-Pierre Chouteau |
| 4  | Bataille à cheval     |                  | 1:52  |                                                     |
| 5  | Chasse au renard      |                  | 1:18  |                                                     |
| 6  | L'enfant traqué       |                  | 2:45  | Orchestre sous la direction de René-Pierre Chouteau |

## Accueil

### Sorties
Une fois le film terminé, aucun distributeur français ne veut le prendre en charge. Le réalisateur se tourne alors vers les États-Unis : c'est la Warner qui accepte de financer la distribution — investissement que le succès commercial du film ne lui donne pas lieu de regretter. Ce distributeur n'a pas de réseau en France. Le film entame sa carrière dans quatre salles parisiennes, Le Balzac, Le Helder, Le Vivienne et Le Scala. Yves Robert se démène pour rester en deuxième semaine et le film décolle enfin. Vendredi 13 avril 1962, les affiches du film créées par Raymond Savignac sont dévoilées et de nombreuses salles de cinéma en France le projettent enfin. Les Français tombent sous le charme du Petit Gibus joué par Martin Lartigue. Le résultat se révèle un grand succès auprès du public avec près de neuf millions d'entrées dans les premières semaines. Il est très vite récompensé par le prix Jean-Vigo et aux Victoires du cinéma français dans la même année.

« J'ai gardé en mémoire le bruit des galoches cloutées qui résonnaient sur le chemin gelé d'école. J'ai fait mes humanités à la communale. Les bandes et les bagarres, je connais. La lutte des classes, la lutte pour la différence, la lutte pour une vieille et sombre histoire du passé. Il y a toujours eu ça, et il y a encore ça, pas seulement de village en village, mais de trottoir à trottoir… J'ai bien peur qu'aujourd'hui, dans certaines banlieues, la guerre des boutons soit plus violente. C'est peut-être là la vraie différence. Avec l'auteur de ce chef-d'œuvre sur l'enfance, Louis Pergaud, je me sens chez moi, je suis un des enfants de cette guerre et je crois bien que tout le monde s'y retrouve en voyant le film. Pour moi, La Guerre des boutons, c'est la République des enfants… »

— Yves Robert.
En 2012, La Guerre des boutons est le douzième film français ayant fait le plus d'entrées, soit 9 936 000, après Les Misérables (1958) et juste devant Le Dîner de cons (1996).
Le film ne fait pas de carrière aux États-Unis à cause des scènes de nus qui choquent le puritanisme des Ligues de Vertu, mais il reste deux années à l'affiche d'un grand cinéma de Tokyo. Petit Gibus devient si célèbre au Japon qu'il a sa marque de chocolat et de sous-vêtements.

### Accueil critique
Dès sa sortie, le film emballe la critique :
France-Soir (Robert Chazal) : fait avec tendresse, ce film fera plus qu'amuser, il touchera (…) à un monde dont nous avons tous la nostalgie (20/04/1962).
Le Monde (Jean de Baroncelli) : si vous êtes las de la noirceur et de la tristesse (…) allez faire un tour du côté de la Guerre des boutons. Je crois que vous ne le regretterez pas (26/04/1962).
Libération (Jeander) : un petit chef-d'œuvre et un grand film comique (25/04/1962).
Télérama (Paule Sengissen) : la Guerre des boutons est un film vif, gaillard, jamais vulgaire, d’une santé qui tranche totalement sur la plupart des films actuels (06/05/1962).
Aujourd'hui encore, sur les sites Internet consacrés au cinéma, l'engouement ne tarit pas :
- Sur Allociné, il obtient une moyenne de 4,2⁄5 sur la base 5 critiques de la part de la presse[23] et il obtient une moyenne de 3,8⁄5 sur la base 154 critiques de la part des spectateurs[24].
- Sur le site américain Internet Movie Database, il obtient un score de 7,4⁄10 sur la base de 2 334 critiques[25].
- Et sur l'agrégateur américain Rotten Tomatoes le score d'audience est de 88 % de satisfaction[26].

### Box-office
- Nombre d'entrées en France[Note 1] : 10 047 380 entrées dont 2 148 232 entrées à Paris[27].

Lors de sa première année d'exploitation en salles, La Guerre des boutons totalise 4 146 380 entrées, se hissant en tête du box-office annuel en 1962,, devant Ben Hur et Les Canons de Navarone. Le film engrange ainsi 11 777 142 francs en 1962. L'année suivante, le long-métrage enregistre 1 825 515 entrées, pour un cumul de 5 971 895 entrées, se positionnant à la septième place du box-office annuel. Lors de sa reprise en 1980, le film affiche 918 993 entrées, portant le cumul à 9 360 801 entrées depuis sa sortie initiale en 1962, ce qui le place parmi les plus grands succès français.

## Distinctions
Entre 1962 et 2011, La Guerre des boutons (film, 1962) a été sélectionné 5 fois dans diverses catégories et a remporté 2 récompenses,.

### Récompenses
- Prix Jean-Vigo 1962 : Prix Jean-Vigo du long métrage pour Yves Robert.
- Victoire du cinéma français 1963 : Victoires du cinéma du meilleur film français[35].

### Nominations
- Festival international du film de Karlovy Vary 1962 : meilleur film pour Yves Robert.
- Lumière - Grand Lyon Film Festival 2011 : nommé séance jeune public pour Yves Robert[34].

### Sélections
- De la page à l'image - Festival du film du Croisic 2011 : hors compétition pour Yves Robert[34].

## Autour du film
- La célèbre phrase du petit Gibus « Ah ben mon vieux, si j'aurais su, j'aurais pô v'nu ! » n'appartient pas au roman original. C’est en fait une reprise de la phrase « Si j’aurais su, j’aurais pas venu », figurant dans la rubrique « Une heure dix avec... » de L'Os à moelle (no 61, du vendredi 7 juillet 1939). Elle y fut prononcée par Jean-Baptiste Carpeaux, natif de Valenciennes et inventeur du buste équestre (du moins selon l’auteur, à savoir Pierre Dac ou un chansonnier de ses amis). Pour des raisons de droits d'auteur, elle n'est pas prononcée dans les remakes sortis en 2011. Cette même phrase était prononcée depuis 1953 par « Philibert », personnage de cancre inventé par Jacques Bodoin, qui en août 1962 annonce son intention de faire un procès aux producteurs du film, arguant d'un préjudice[36].
- Le co-scénariste François Boyer apparaît à l'écran dans le rôle du curé.
- Devant la difficulté à financer le film, Yves Robert et son épouse Danièle Delorme fondent leur propre société de production : La Guéville. Dans une interview radiophonique à France Inter au cours des années 2000, Danièle Delorme dit que les seuls droits sur le film ont assuré les frais de fonctionnement de La Guéville depuis sa création.
- Le 24 septembre 2011, David Ramolet et l'association « Si J'Aurais Su » organisent le cinquantième anniversaire du tournage du film. Danièle Delorme ainsi que plus de trente acteurs du film, parmi lesquels André Treton/Lebrac, Martin Lartigue/Tigibus, François Lartigue/ Grand Gibus, Michel Isella-Ladoux/ L'Aztec, Marie Tintin/ Marie-Catherine Michonska-Faburel et Jean-Denis Robert, sont présents lors de cette manifestation qui déplace plus de quatre cents inconditionnels de La Guerre des boutons. La journée s'articule autour de promenades sur les lieux du tournage, d'un passage à Orphin/Velrans et d'animations et projection à Armenonville-les-Gatineaux/Longeverne. C'est dans ce village qu'est inauguré, ce jour-là, le jardin Yves-Robert.

#### Cinéma
Autres adaptations du roman de Louis Pergaud :
- La Guerre des gosses, film de Jacques Daroy et Eugène Deslaw en 1936.
- La guerre des boutons, ça recommence, film britannique de John Roberts en 1994, qui se déroule en Irlande.
- La Guerre des boutons, de Yann Samuell en 2011.
- La Nouvelle Guerre des boutons, de Christophe Barratier en 2011 également.

#### Opéra
- La Guerre des boutons, opéra de Philippe Servain en 1996[37].

#### Bande dessinée
- La Guerre des boutons, bande dessinée de Mathieu Gabella en 2005.